# Antonio Molino Rojo
Pour les articles homonymes, voir Rojo.
Antonio Molino Rojo (né le 14 septembre 1926 à Venta de Baños (province de Palencia), mort le 2 novembre 2011 à Barcelone) est un acteur espagnol.

## Filmographie partielle
- 1957 : J'ai choisi l'enfer (...Y eligió el infierno) de César Ardavín : sergent
- 1959 : La Vie de Lazarillo de Tormes (El lazarillo de Tormes) : Alguacil
- 1962 : Deux contre tous (Due contro tutti) d'Alberto De Martino et Antonio Momplet (en)
- 1963 : Sandokan, le tigre de Bornéo : Tenente Toymby
- 1964 : Pour une poignée de dollars
- 1965 : Et pour quelques dollars de plus
- 1966 : Surcouf, le tigre des sept mers : Andre Chambles
- 1966 : Trois Cavaliers pour Fort Yuma : Brian
- 1966 : Le Bon, la Brute et le Truand : Capitaine Harper
- 1968 : Il était une fois dans l'Ouest
- 1968 : Tuez-les tous... et revenez seul !
- 1969 : La Légion des damnés d'Umberto Lenzi : Pvt. Albert Hank
- 1970 : Quand Satana empoigne le colt (Manos torpes) de Rafael Romero Marchent
- 1970 : Ni Sabata, ni Trinità, moi c'est Sartana
- 1972 : Les charognards meurent à l'aube (Sei una carogna... e t'ammazzo!) de Manuel Esteba : Jonathan
- 1972 : La Rançon du tueur (it) (Lo ammazzò come un cane... ma lui rideva ancora) : Ramson
- 1972 : Gringo, les aigles creusent ta tombe : El Rojo
- 1978 : Énigme rouge (Enigma rosso) d'Alberto Negrin : Jorge